# Superoxid sodný
Superoxid sodný je chemická sloučenina s vzorcem NaO2. Je to žlutooranžová pevná látka. Je meziproduktem při oxidaci sodíku kyslíkem.

## Příprava
Superoxid sodný lze připravit reakcí peroxidu sodného s kyslíkem za vyššího tlaku:
Na2O2 + O2 → 2 NaO2
Lze jej také připravit opatrnou oxidací roztoku sodíku v kapalném amoniaku:
Na(roztok v NH3) + O2 → NaO2
Čistý superoxid sodný je možné získat syntézou z prvků při teplotě 450 °C a tlaku 15 MPa.
Na + O2 → NaO2
Superoxid sodný vzniká i reakcí hydroxidu sodného s peroxidem vodíku:
2 NaOH + 3 H2O2 → NaO2 + 4 H2O

## Vlastnosti
Je paramagnetický, díky přítomnosti superoxidového iontu. Hydrolýzou poskytuje směs hydroxidu sodného, kyslíku a peroxidu vodíku. Má krystalovou strukturu chloridu sodného.